# Mistrial
| Recensione       | Giudizio     |
| ---------------- | ------------ |
| AllMusic         | [ 1 ]        |
| Chicago Tribune  | [ 2 ]        |
| Robert Christgau | B            |
| Kerrang!         | [ 4 ]        |
| Rolling Stone    | (favorevole) |
| Piero Scaruffi   | 6.5/10       |

Mistrial  è un album discografico del cantautore statunitense Lou Reed pubblicato nel 1986 dalla RCA Records.

## Descrizione
Pubblicato dopo due imponenti e acclamati tour mondiali, e dopo l'abbandono della band da parte di Robert Quine, Mistrial venne prodotto da Reed stesso e dal bassista Saunders. L'opera è considerata dalla critica il lavoro più scadente della lunga carriera discografica di Lou Reed. Su quest'album Reed decise di suonare sia la chitarra ritmica che quella solista ma con poca precisione e grinta, e Saunders, malgrado fosse sempre un ottimo strumentista come bassista, come produttore non si dimostra altrettanto abile. Soprattutto venne criticata la decisione di usare la batteria campionata tanto in voga negli anni ottanta, ma che poco aveva a che fare con il classico sound alla Lou Reed. Il video della canzone Video Violence ebbe all'epoca una grossa rotazione su MTV facendo aumentare le vendite globali dell'album. Il pezzo The Original Wrapper, nel quale Lou Reed rivendicava la paternità del Rap (che stava ottenendo sempre più successo negli USA) come genere musicale e di protesta, destò qualche polemica all'interno della cerchia degli artisti hip-hop di colore.

## Tracce
(LP, RCA, PL87190)

### Lato A
Testi e musiche di Lou Reed.
1. Mistrial – 3:22
2. No Money Down – 3:10
3. Outside – 3:05
4. Don't Hurt A Woman – 4:01
5. Video Violence – 5:36

Durata totale: 19:14

### Lato B
1. Spit It Out – 3:34
2. The Original Wrapper – 3:38
3. Mama's Got A Lover – 4:11
4. I Remember You – 2:55
5. Tell It To Your Heart – 5:11

Durata totale: 19:29

## Formazione
- Lou Reed - voce, chitarra
- Eddie Martinez - chitarra ritmica
- Fernando Saunders - basso, seconda voce; chitarra ritmica in Tell It To Your Heart e Don't Hurt A Woman; pianoforte in I Remember You; sintetizzatore e percussioni in Outside
- Rick Bell - sax tenore in No Money Down
- J.T. Lewis - batteria, percussioni
- Sammy Merendino - percussioni
- Jim Carroll - seconda voce in Video Violence
- Ruben Blades - seconda voce in I Remember You e Tell It To Your Heart